# Seznam ulic v městské části Brno-jih
Seznam ulic v městské části Brno-jih uvádí přehled ulic a veřejných prostranství na území městské části Brno-jih.

## Seznam
| Název              | Pojmenováno po                                            | Souřadnice                       | Obrázek | Commons                   | RÚIAN   | Mapy.cz                         |
| ------------------ | --------------------------------------------------------- | -------------------------------- | ------- | ------------------------- | ------- | ------------------------------- |
| Bednářova          | Adolf Bednář                                              | 49°9′48″ s. š., 16°36′46″ v. d.  |         | Bednářova (Brno)          | 21164   | stre&id=78962                   |
| Bernáčkova         | Otakar Bernáček                                           | 49°9′16″ s. š., 16°37′28″ v. d.  |         | Bernáčkova                | 21237   | stre&id=78969                   |
| Bezovka            | šeřík                                                     | 49°9′55″ s. š., 16°36′36″ v. d.  |         | Bezovka (Brno)            | 21253   | stre&id=78971                   |
| Blízká             | místo                                                     | 49°9′12″ s. š., 16°35′39″ v. d.  |         |                           | 720313  | stre&id=144882                  |
| Bohunická          | Bohunice                                                  | 49°9′50″ s. š., 16°35′44″ v. d.  |         | Bohunická (Brno)          | 21491   | stre&id=78994                   |
| Břeclavská         | Břeclav                                                   | 49°8′39″ s. š., 16°37′16″ v. d.  |         | Břeclavská (Brno)         | 21822   | stre&id=79027                   |
| Chleborádova       | František Ladislav Chleborád                              | 49°9′7″ s. š., 16°37′10″ v. d.   |         |                           | 22187   | stre&id=79063                   |
| Dornych            |                                                           | 49°11′ s. š., 16°37′19″ v. d.    |         | Dornych                   | 22811   | stre&id=79126                   |
| Dufkovo nábřeží    | Stanislav Dufek                                           | 49°10′20″ s. š., 16°37′9″ v. d.  |         |                           | 22985   | stre&id=79143                   |
| Firemní            | společnost                                                | 49°9′43″ s. š., 16°37′15″ v. d.  |         |                           | 801038  | stre&id=153754                  |
| Havránkova         | Otto Havránek                                             | 49°9′15″ s. š., 16°37′18″ v. d.  |         | Havránkova (Brno)         | 23825   | stre&id=79226                   |
| Hladíkova          | Josef Hladík                                              | 49°11′20″ s. š., 16°37′43″ v. d. |         | Hladíkova (Brno)          | 23981   | stre&id=79242                   |
| Hliniště           |                                                           | 49°8′54″ s. š., 16°37′13″ v. d.  |         |                           | 860972  | stre&id=5183534                 |
| Hněvkovského       | Šebestián Hněvkovský                                      | 49°10′7″ s. š., 16°37′37″ v. d.  |         | Hněvkovského (Brno)       | 24082   | stre&id=79252                   |
| Hodonínská         | Hodonín                                                   | 49°10′43″ s. š., 16°37′21″ v. d. |         | Hodonínská (Brno)         | 24112   | stre&id=79255                   |
| Hradlová           | hradlo                                                    | 49°10′52″ s. š., 16°37′3″ v. d.  |         | Hradlová (Brno)           | 768545  | stre&id=150034                  |
| Hrdličkova         | Jan Hrdlička                                              | 49°9′58″ s. š., 16°36′58″ v. d.  |         |                           | 24309   | stre&id=79274                   |
| Jeneweinova        | Felix Jenewein                                            | 49°10′37″ s. š., 16°37′5″ v. d.  |         | Jeneweinova (Brno)        | 24848   | stre&id=79328                   |
| Jeníčkova          | František Jeníček                                         | 49°10′21″ s. š., 16°36′53″ v. d. |         |                           | 24856   | stre&id=79329                   |
| Jezerní            | jezero                                                    | 49°8′38″ s. š., 16°37′13″ v. d.  |         |                           | 24899   | stre&id=79333                   |
| Jižní              | jih                                                       | 49°9′57″ s. š., 16°37′13″ v. d.  |         |                           | 3031268 | stre&id=5198907                 |
| Jižní náměstí      | jih                                                       | 49°9′11″ s. š., 16°37′23″ v. d.  |         | Jižní náměstí (Brno)      | 25402   | stre&id=79384                   |
| K Lávce            | lávka přes Svratku u sportovního areálu Komec             | 49°10′9″ s. š., 16°37′5″ v. d.   |         | K Lávce (Brno)            | 1384864 | stre&id=5185456                 |
| K Nábřeží          | Dufkovo nábřeží                                           | 49°10′15″ s. š., 16°37′4″ v. d.  |         |                           | 759520  | stre&id=148405                  |
| K Povodí           | Povodí Moravy                                             | 49°10′15″ s. š., 16°37′34″ v. d. |         |                           | 768553  | stre&id=150035                  |
| K terminálu        | kontejnerový terminál v Brně                              | 49°9′44″ s. š., 16°36′53″ v. d.  |         |                           | 27332   | stre&id=79578                   |
| K Železnici        | železniční trať Břeclav–Brno                              | 49°9′9″ s. š., 16°36′11″ v. d.   |         |                           | 765261  | stre&id=149587                  |
| Kalová             | kal                                                       | 49°10′54″ s. š., 16°37′26″ v. d. |         | Kalová (Brno)             | 2006499 | stre&id=5195044                 |
| Kaštanová          | jírovec maďal                                             | 49°9′30″ s. š., 16°38′36″ v. d.  |         | Kaštanová (Brno)          | 25461   | stre&id=79390                   |
| Ke Koupališti      |                                                           | 49°10′4″ s. š., 16°37′12″ v. d.  |         |                           | 3031241 | stre&id=5198906                 |
| Ke Svratce         | Svratka                                                   | 49°8′51″ s. š., 16°37′21″ v. d.  |         |                           | 25895   | stre&id=79433                   |
| Klášterského       | Antonín Klášterský                                        | 49°10′40″ s. š., 16°37′12″ v. d. |         |                           | 25569   | stre&id=79400                   |
| Komárovská         | Komárov                                                   | 49°10′49″ s. š., 16°37′9″ v. d.  |         | Komárovská (Brno)         | 25879   | stre&id=79431                   |
| Komárovské nábřeží | Ponávka                                                   | 49°10′43″ s. š., 16°37′6″ v. d.  |         | Komárovské nábřeží (Brno) | 25950   | stre&id=79439                   |
| Konopná            | konopí                                                    | 49°10′44″ s. š., 16°37′14″ v. d. |         |                           | 25933   | stre&id=79437                   |
| Kovářská           | kovář                                                     | 49°11′3″ s. š., 16°37′14″ v. d.  |         | Kovářská (Brno)           | 26212   | stre&id=79466                   |
| Košuličova         | Gustav Košulič                                            | 49°10′3″ s. š., 16°36′41″ v. d.  |         |                           | 26107   | stre&id=79454                   |
| Kratina            |                                                           | 49°10′26″ s. š., 16°37′43″ v. d. |         |                           | 26298   | stre&id=79474                   |
| Krátká             | délka                                                     | 49°9′58″ s. š., 16°36′42″ v. d.  |         |                           | 26361   | stre&id=79481                   |
| Kšírova            | František Kšír                                            | 49°10′13″ s. š., 16°36′58″ v. d. |         | Kšírova (Brno)            | 26581   | stre&id=79503                   |
| Lomená             | tvar                                                      | 49°10′29″ s. š., 16°37′39″ v. d. |         | Lomená (Brno)             | 27138   | stre&id=79558                   |
| Lužná              | louka                                                     | 49°10′31″ s. š., 16°37′30″ v. d. |         | Lužná (Brno)              | 27260   | stre&id=79571                   |
| Lány               |                                                           | 49°9′58″ s. š., 16°35′9″ v. d.   |         | Lány (Brno)               | 26891   | stre&id=79534                   |
| Malá               |                                                           | 49°8′52″ s. š., 16°37′20″ v. d.  |         |                           | 28070   | stre&id=79652                   |
| Mariánské náměstí  | Malá Mariacela                                            | 49°10′30″ s. š., 16°37′19″ v. d. |         | Mariánské náměstí (Brno)  | 28347   | stre&id=79678                   |
| Masná              | jatka                                                     | 49°11′4″ s. š., 16°37′34″ v. d.  |         | Masná (Brno)              | 27600   | stre&id=79605                   |
| Modřická           | Modřice                                                   | 49°8′27″ s. š., 16°37′1″ v. d.   |         | Modřická (Brno)           | 28045   | stre&id=79649                   |
| Moravanská         | Moravany                                                  | 49°8′44″ s. š., 16°36′47″ v. d.  |         | Moravanská (Brno)         | 28126   | stre&id=79656                   |
| Moravanské lány    |                                                           | 49°8′53″ s. š., 16°35′49″ v. d.  |         |                           | 28517   | stre&id=79695                   |
| Novomoravanská     | Nové Moravany                                             | 49°8′53″ s. š., 16°36′0″ v. d.   |         |                           | 720305  | stre&id=144881                  |
| Násepní            | násyp                                                     | 49°10′26″ s. š., 16°36′58″ v. d. |         |                           | 36421   | stre&id=80481                   |
| Osamělá            | místo                                                     | 49°9′17″ s. š., 16°35′43″ v. d.  |         | Osamělá (Brno)            | 29203   | stre&id=79763                   |
| Ořechovská         | Ořechov                                                   | 49°9′26″ s. š., 16°35′40″ v. d.  |         | Ořechovská (Brno)         | 29181   | stre&id=79761                   |
| Perunova           | Perun                                                     | 49°9′55″ s. š., 16°36′39″ v. d.  |         | Perunova (Brno)           | 29491   | stre&id=79792                   |
| Plotní             | zahrada                                                   | 49°11′ s. š., 16°37′9″ v. d.     |         | Plotní (Brno)             | 29688   | stre&id=79810                   |
| Pompova            | Josef Pomp                                                | 49°10′27″ s. š., 16°37′32″ v. d. |         | Pompova                   | 30023   | stre&id=79844                   |
| Poplužní           | hospodářský dvůr                                          | 49°9′8″ s. š., 16°37′24″ v. d.   |         |                           | 30066   | stre&id=79848                   |
| Porážka            | jatka                                                     | 49°11′15″ s. š., 16°37′39″ v. d. |         |                           | 36692   | stre&id=80508                   |
| Potoční            | potok                                                     | 49°10′29″ s. š., 16°37′29″ v. d. |         | Potoční (Brno)            | 30147   | stre&id=79856                   |
| Pražákova          | Alois Pražák                                              | 49°9′59″ s. š., 16°36′8″ v. d.   |         |                           | 30201   | stre&id=79862                   |
| Pěstitelská        | zahradník                                                 | 49°9′3″ s. š., 16°37′26″ v. d.   |         |                           | 768561  | stre&id=150036                  |
| Pěšina             |                                                           | 49°10′21″ s. š., 16°37′2″ v. d.  |         |                           | 29556   | stre&id=79798                   |
| Přerovská          | železniční trať Brno–Přerov                               | 49°10′25″ s. š., 16°36′56″ v. d. |         |                           | 30406   | stre&id=79882                   |
| Rajhradská         | Rajhrad                                                   | 49°9′42″ s. š., 16°36′3″ v. d.   |         |                           | 30651   | stre&id=79907                   |
| Roháčkova          | František Roháček                                         | 49°10′36″ s. š., 16°37′9″ v. d.  |         |                           | 30856   | stre&id=79927                   |
| Rozhraní           | hranice                                                   | 49°9′19″ s. š., 16°35′36″ v. d.  |         | Rozhraní (Brno)           | 31046   | stre&id=79946                   |
| Sazenice           |                                                           | 49°10′21″ s. š., 16°37′34″ v. d. |         | Sazenice (Brno)           | 31356   | stre&id=79976                   |
| Schwaigrova        | Hanuš Schwaiger                                           |                                  |         | Schwaigrova (Brno)        | 31399   | stre&id=79980                   |
| Severní            | Severní dráha císaře Ferdinanda                           | 49°9′58″ s. š., 16°36′36″ v. d.  |         |                           | 31461   | stre&id=79987                   |
| Skandinávská       | Skandinávie                                               | 49°9′24″ s. š., 16°37′40″ v. d.  |         | Skandinávská (Brno)       | 679275  | stre&id=141411                  |
| Sklenářská         | sklenář                                                   | 49°9′56″ s. š., 16°37′34″ v. d.  |         |                           | 799491  | stre&id=153597                  |
| Sladkého           | Adolf Sladký                                              | 49°10′28″ s. š., 16°37′42″ v. d. |         | Sladkého (Brno)           | 31623   | stre&id=80003                   |
| Slunná             | sluneční světlo                                           | 49°10′31″ s. š., 16°37′32″ v. d. |         | Slunná (Brno)             | 31810   | stre&id=80022                   |
| Sokolova           | František Sokol                                           | 49°9′59″ s. š., 16°37′21″ v. d.  |         | Sokolova (Brno)           | 31925   | stre&id=80033                   |
| Spěšná             | místo                                                     | 49°10′55″ s. š., 16°37′15″ v. d. |         | Spěšná                    | 33481   | stre&id=80188                   |
| Staré náměstí      | náměstí                                                   | 49°8′44″ s. š., 16°37′20″ v. d.  |         | Staré náměstí (Brno)      | 32174   | stre&id=80058                   |
| Studniční          | studna                                                    | 49°10′33″ s. š., 16°37′12″ v. d. |         | Studniční (Brno)          | 32387   | stre&id=80079                   |
| Svatopetrská       |                                                           | 49°10′42″ s. š., 16°37′18″ v. d. |         | Svatopetrská (Brno)       | 32441   | stre&id=80085                   |
| Teslova            | Nikola Tesla                                              | 49°9′44″ s. š., 16°36′3″ v. d.   |         |                           | 33189   | stre&id=80158                   |
| Traťová            | železniční trať Brno–Jihlava                              | 49°9′47″ s. š., 16°35′35″ v. d.  |         |                           | 37001   | stre&id=80539                   |
| Tuháčkova          | Josef Tuháček                                             | 49°10′38″ s. š., 16°37′33″ v. d. |         | Tuháčkova                 | 33570   | stre&id=80197                   |
| U Parkové dráhy    |                                                           | 49°8′24″ s. š., 16°37′47″ v. d.  |         |                           | 900231  | stre&id=5183929                 |
| U vlečky           | železniční vlečka                                         | 49°10′48″ s. š., 16°37′6″ v. d.  |         | U Vlečky (Brno)           | 33821   | stre&id=80222                   |
| V Polích           | pole                                                      | 49°8′53″ s. š., 16°37′24″ v. d.  |         |                           | 731641  | stre&id=145867                  |
| Vodařská           | Svratka                                                   | 49°10′34″ s. š., 16°36′59″ v. d. |         |                           | 34690   | stre&id=80309                   |
| Vomáčkova          | Drahomír Vomáčka                                          | 49°9′21″ s. š., 16°37′25″ v. d.  |         |                           | 700061  | stre&id=142945                  |
| Vzdálená           | vzdálenost                                                | 49°9′14″ s. š., 16°35′35″ v. d.  |         |                           | 35131   | stre&id=80353                   |
| Vídeňská           | Vídeň                                                     | 49°10′15″ s. š., 16°35′52″ v. d. |         | Vídeňská (Brno)           | 34584   | stre&id=80298                   |
| Výpravní           | Brno-Horní Heršpice                                       | 49°10′3″ s. š., 16°36′20″ v. d.  |         | Výpravní                  | 35068   | stre&id=80346                   |
| Za Hasičkou        | hasičská stanice                                          | 49°8′43″ s. š., 16°37′16″ v. d.  |         |                           | 768588  | stre&id=150037                  |
| Za mostem          | most                                                      | 49°10′49″ s. š., 16°37′24″ v. d. |         | Za Mostem (Brno)          | 35246   | stre&id=80364                   |
| Za školou          | Základní škola Brno, Tuháčkova 25, příspěvková organizace | 49°10′42″ s. š., 16°37′33″ v. d. |         |                           | 35254   | stre&id=80365                   |
| Zelná              | zelí                                                      | 49°8′49″ s. š., 16°37′16″ v. d.  |         | Zelná (Brno)              | 35599   | stre&id=80399                   |
| Záhumenice         | místo                                                     | 49°9′51″ s. š., 16°36′54″ v. d.  |         |                           | 35394   | stre&id=80379                   |
| bratří Žůrků       | Alois Žůrek Stanislav Žůrek                               | 49°10′29″ s. š., 16°37′45″ v. d. |         |                           | 21741   | stre&id=79019                   |
| park Mariacela     | Malá Mariacela                                            | 49°10′53″ s. š., 16°37′27″ v. d. |         | Park Mariacela            | 3031306 | base&id=2475177 stre&id=5198909 |
| Černovická         | Černovice                                                 | 49°10′39″ s. š., 16°38′43″ v. d. |         | Černovická (Brno)         | 22497   | stre&id=79094                   |
| Černovické nábřeží | Černovice                                                 | 49°10′53″ s. š., 16°37′42″ v. d. |         |                           | 36005   | stre&id=80440                   |
| Řehákova           | Valentin Řehák                                            | 49°9′52″ s. š., 16°36′21″ v. d.  |         |                           | 31216   | stre&id=79962                   |
| Řepova             | Adolf Řepa                                                | 49°10′2″ s. š., 16°36′37″ v. d.  |         |                           | 3394671 | stre&id=5199843                 |
| Široká             | šířka                                                     | 49°11′7″ s. š., 16°37′11″ v. d.  |         | Široká (Brno)             | 32735   | stre&id=80114                   |
| Škrobárenská       | škrobárna                                                 | 49°11′2″ s. š., 16°37′29″ v. d.  |         |                           | 797448  | stre&id=153337                  |
| Železniční         | železniční trať Brno–Jihlava                              | 49°10′58″ s. š., 16°37′6″ v. d.  |         | Železniční (Brno)         | 35823   | stre&id=80422                   |
| Železná            | železo                                                    | 49°10′15″ s. š., 16°36′51″ v. d. |         |                           | 756725  | stre&id=149397                  |